# 10005 Chernega
10005 Chernega este un asteroid din centura principală de asteroizi.

## Descriere
10005 Chernega este un asteroid din centura principală de asteroizi. A fost descoperit pe 24 septembrie 1976 la Observatorul de Astrofizică din Crimeea de Nikolai Cernîh. Asteroidul prezintă o orbită caracterizată de o semiaxă mare de 2,33 ua, o excentricitate de 0,21 și o înclinație de 3,4° în raport cu ecliptica.